# Pablo Hernández
Pablo Hernández, född 11 april 1985 i Castellón de la Plana, är en spansk fotbollsspelare (yttermittfältare) som spelar för Castellón. Hernández har tidigare i karriären spelat mer än hundra La Liga-matcher med Valencia och fyra landskamper för det spanska landslaget.

## Klubblagskarriär

### Valencia, Getafe
Hernández fostrades i Valencias akademi, där han främst spelade som anfallare. Den 16 maj 2006 debuterade han i klubbens a-lag med ett inhopp mot Osasuna i La Ligas sista omgång för säsongen. Under våren 2007 var han utlånad till Cádiz för att få regelbunden speltid. Sommaren 2007 skrev han på för Michael Laudrups Getafe som del i den affär som tog mittbacken Alexis till Valencia. Efter att Hernández imponerat under sin första säsong i Madrid-klubben köpte Valencia tillbaka honom för en miljon pund euro sommaren därpå. Den 16 juni 2008 skrev han på ett sexårigt kontrakt med klubben.
Mellan 2008 och 2012 spelade Hernández regelbundet för Valencia i La Liga och europeiska turneringar, ofta i konkurrens med landslagsyttern Joaquín om startplatsen. Han spelade 111 seriematcher och gjorde 16 mål, däribland ett minnesvärt ledningsmål till 2-1 mot Barcelona den 25 april 2009, efter att han tagit sig förbi fyra motståndare och väggspelat med Juan Mata. Han blev kort därefter uttagen till att representera det spanska a-landslaget i sommarens Confederations Cup. Under Hernández fyra år i Valencias a-lag slutade klubben tre säsonger i rad på tredje plats i La Liga efter Barcelona och Real Madrid, nått åttondelsfinal i Champions League 2010/2011 och semifinal i Europa League 2011/2012.

### Swansea City
Den 31 augusti 2012 värvades Hernández av Premier League-klubben Swansea City för 5,55 miljoner pund. Övergångssumman var klubbrekord för Swansea och i den nya klubben återförenades Hernández med den tidigare idolen och tränaren från Getafe Michael Laudrup. Han debuterade i Premier League den 15 september 2012 mot Aston Villa, och gjorde sitt första mål månaden efter, när Wigan hemmabesegrades med 2-1 den 20 oktober.
Den 24 februari 2013 spelade Hernández hela matchen när Swansea besegrade Bradford City med 5-0 i ligacupfinalen, och därmed vann sin första större titel i klubbens 101-åriga historia. Den 3 september 2013 togs han ut i Premier Leagues Team of the Week. Under två säsonger i den walesiska klubben spelade Hernández sammanlagt 71 matcher och gjorde fem mål.

### Al-Arabi, Al-Nasr, Rayo Vallecano
Den 15 juli 2014 värvades Hernández av den qatariska klubben Al-Arabi för en okänd övergångssumma, som dock uppgavs vara lägre än det Swansea betalat för honom två år innan. Han gjorde under hösten sex mål på 13 ligamatcher, innan han i januari 2015 lånades ut till Dubai-baserade Al-Nasr.
Efter tre år i utlandet vände Hernández hem till Spanien och La Liga den 31 augusti 2015, då han lånades ut för säsongen till Rayo Vallecano. Han spelade totalt 30 matcher och gjorde tre mål för den Madrid-baserade klubben, vars säsong dock slutade i nedflyttning efter en 18:e plats i La Liga.

### Leeds United

#### 2016/2017
Den 1 augusti 2016 gick Hernández på lån till den engelska klubben Leeds United, hans tredje i ordningen sedan han två år tidigare skrev på för Al-Arabi. Lånekontraktet skrevs över sex månader med option för Leeds att köpa loss spelaren i januari. I Leeds återförenades Hernández med huvudtränaren Garry Monk och dennes assisterande tränare Pep Clotet, som han tidigare arbetat tillsammans med under tiden i Swansea. Han debuterade den 10 augusti i en ligacupseger på straffar (5-4) mot Fleetwood Town. Tre dagar senare gjorde han sin ligadebut i Championship då han spelade från start i en förlustmatch (1-2) hemma mot Birmingham City.
Den 17 september 2016 gjorde Hernández sitt första mål för Leeds i en seger med 2-0 borta mot Cardiff City. I början november drabbades Hernández av en hälseneskada som höll honom borta från spel i nästan två månader. I sin återkomst på juldagen 2016 kom han in från bänken i andra halvlek och gjorde det sista målet i en seger med 4-1 över Preston North End. Den 9 januari 2017 gjordes Hernández övergång till Leeds United permanent, och han skrev kontrakt med klubben fram till sommaren, med option på en tolv månaders förlängning. I sin första match efter att kontraktet undertecknats, gjorde han sitt fjärde mål för säsongen och blev utsedd till matchens spelare när Leeds slog Derby County med 1-0. Den 17 maj 2017 tillkännagavs att Hernández kontrakt hade förlängts med tolv månader, fram till sommaren 2018.

#### 2017/2018
Under säsongen 2017/2018 kom Hernández, trots ett stort antal nyförvärv under sommaren, att figurera i ännu högre grad än under tidigare säsonger. Han spelade i 41 seriematcher, varav 34 från start, och var med sina sju ligamål klubbens delat tredje bästa målskytt i Championship. Han gjorde dessutom två mål på lika många matcher i ligacupen. Hernández prisades för sina insatser under en svår säsong för Leeds United och vann två utmärkelser som årets bäste spelare, utsedda av klubben respektive spelartruppen. Den 26 april 2018 skrev han på en kontraktsförlängning över två år.

#### 2018/2019
Hernández inledde säsongen 2018/2019 genom att spela hela matchen och göra det andra målet när Leeds besegrade förhandsfavoriten Stoke City med 3-1 i säsongspremiären den 5 augusti 2018. I den andra omgången spelade han fram till två av målen när Leeds bortaslog Derby County med 1-4. Efter att Hernández den 25 augusti gjort sitt tredje mål på fem seriematcher och spelat fram till ytterligare ett när Leeds besegrade Norwich City med 0-3 på bortaplan, prisades han av managern Marcelo Bielsa som en "komplett spelare ur varje synvinkel". Bielsa utvecklade med att säga att han endast ett fåtal gånger i sin karriär sett spelare som från en kantposition kan utöva sådant inflytande över hela planen.
Den 5 september 2018 vann Hernández PFA Championship Fan's Player of the Month för augusti månad. Han vann utmärkelsen på nytt för november 2018, och nominerades även för december. Efter att ha blivit klubbens näst bäste målskytt (efter Kemar Roofe) med 12 mål och lika många assist (flest i Leeds) på 39 seriematcher från start, vann Hernández för andra året i rad klubbens utmärkelse för årets spelare. Han togs även ut, tillsammans med Leeds-kollegorna Liam Cooper och Pontus Jansson, i PFA:s Team of the Year.

### Castellón
I juli 2021 återvände Hernández till Castellón, där han skrev på ett treårskontrakt.